# Jhon Jaime Gómez
Jhon Jaime Gómez (Medellín, Antioquia, Colombia; 5 de julio de 1967), conocido simplemente como "La Flecha Gómez", es un entrenador y exfutbolista colombiano, que jugaba de delantero. 

## Trayectoria

### Como jugador
Comenzó su carrera en 1989, con el Cúcuta Deportivo. En 1991 fue vendido al Atlético Nacional donde tuvo como entrenador a Hernán Darío Gómez. Luego de seis meses con los verdolagas pasó al Envigado Fútbol Club, con el cual consiguió el ascenso a la Categoría Primera A. Desde ahí, producto de sus grandes actuaciones, fue traspasado al Independiente Medellín del cual se considera hincha. En 1995 Nacional volvió a adquirir sus derechos pero, tras no afianzarse como titular, lo vendieron a Millonarios en 1996. También vistió las camisetas de Real Cartagena, Deportes Quindío y Deportivo Pereira donde colgaría los botines en el año 2001.

### Como entrenador
Durante diez años trabajó en Boyacá Chicó como cazatalentos y entrenador de las divisiones menores. Finalmente, el 25 de abril de 2017, tras la salida del uruguayo Nelson Olveira, La Flecha fue nombrado nuevo director técnico del Boyacá Chicó.
El 26 de abril, un día después de haberse convertido en entrenador del cuadro ajedrezado, comenzó su carrera técnica con una derrota de 2 a 1 visitando a Fortaleza Fútbol Club por la Copa Colombia. En la Primera B dirigió su primer partido el 29 de abril, contra Atlético Fútbol Club, en una victoria de 2 a 1 en el Estadio Pascual Guerrero. 
El 12 de junio de 2017, tras vencer a Real Santander en la final del Apertura, Boyacá Chicó se coronó campeón de la Primera B de la mano de La Flecha. El 6 de diciembre de ese año, el ajedrezado consiguió retornar a la Categoría Primera A con Gómez al mando. El 1 de septiembre de 2020 renuncia a la instalación ajedrezada tras haber dirigido en 100 oportunidades.
Volvería a dirigir al cuadro ajedrezado entre el 12 de febrero de 2024 como encargado hasta,   el 7 de octubre de 2024 cuando se confirma su no continuidad.

## Clubes

### Como jugador
| Club                   | País       | Año         |
| Inferiores             | Inferiores | Inferiores  |
| ---------------------- | ---------- | ----------- |
| Millonarios            | Colombia   | 1988        |
| Profesional            |            |             |
| Cúcuta Deportivo       | Colombia   | 1989 - 1990 |
| Atlético Nacional      | Colombia   | 1991        |
| Envigado               | Colombia   | 1991 - 1992 |
| Independiente Medellín | Colombia   | 1993 - 1994 |
| Atlético Nacional      | Colombia   | 1995 - 1996 |
| Millonarios            | Colombia   | 1996 - 1997 |
| Atlético Nacional      | Colombia   | 1997        |
| Envigado               | Colombia   | 1998        |
| Deportes Quindío       | Colombia   | 1999        |
| Real Cartagena         | Colombia   | 2000        |
| Deportivo Pereira      | Colombia   | 2001        |

### Otros cargos
| Club                    | Año         | Rol                               |
| ----------------------- | ----------- | --------------------------------- |
| Boyacá Chicó · Colombia | 2006 - 2016 | Cazatalentos                      |
| Boyacá Chicó · Colombia | 2021 - 2023 | Asistente técnico de Mario García |

### Como entrenador
| Boyacá Chicó · Colombia | 2ª                  | 2017                | 25  | 10 | 8  | 7  | 3  | 0 | 1 | 2 | - | - | - | - | - | - | - | - | 28  | 10 | 9  | 9  |  |
| Boyacá Chicó · Colombia | 1ª                  | 2018                | 38  | 9  | 9  | 20 | 4  | 1 | 1 | 2 | - | - | - | - | - | - | - | - | 42  | 10 | 10 | 22 |  |
| Boyacá Chicó · Colombia | 2ª                  | 2019                | 44  | 22 | 14 | 8  | 6  | 1 | 4 | 1 | - | - | - | - | 2 | 1 | 1 | 0 | 52  | 24 | 19 | 9  |  |
| Boyacá Chicó · Colombia | 1ª                  | 2020                | 8   | 1  | 2  | 5  | -  | - | - | - | - | - | - | - | - | - | - | - | 8   | 1  | 2  | 5  |  |
| Boyacá Chicó · Colombia | 1ª                  | 2024                | 26  | 7  | 4  | 15 | 2  | 1 | 0 | 1 | - | - | - | - | - | - | - | - | 28  | 8  | 4  | 16 |  |
| Boyacá Chicó · Colombia | Total               | Total               | 141 | 49 | 37 | 55 | 15 | 3 | 6 | 6 | 0 | 0 | 0 | 0 | 2 | 1 | 1 | 0 | 158 | 53 | 44 | 61 |  |
| Total en su carrera     | Total en su carrera | Total en su carrera | 141 | 49 | 37 | 55 | 15 | 3 | 6 | 6 | 0 | 0 | 0 | 0 | 2 | 1 | 1 | 0 | 158 | 53 | 44 | 61 |  |
| 1. 2. 3.                |                     |                     |     |    |    |    |    |   |   |   |   |   |   |   |   |   |   |   |     |    |    |    |  |

## Palmarés

### Como jugador
| Título    | Club     | País     | Año  |
| --------- | -------- | -------- | ---- |
| Primera B | Envigado | Colombia | 1991 |

### Como entrenador
| Título          | Club         | País     | Año  |
| --------------- | ------------ | -------- | ---- |
| Torneo Apertura | Boyacá Chicó | Colombia | 2017 |
| Primera B       | Boyacá Chicó | Colombia | 2017 |